# Guinness World Record - Il videogioco
Guinness World Record - Il Videogioco è un videogioco basato sull'omonimo libro uscito nel 2008, sviluppato dalla TT Fusion e distribuito da Konami e Warner Bros. Interactive Entertainment.

## Modalità di gioco
Il gioco contiene 36 minigiochi, tutti ispirati a record realmente stabiliti e presenti nel libro Guinness World Record, in ognuno dei quali è possibile stabilire un record. La classificazione dei record è così suddivisa:
- Personale
- Console
- Locale
- Regionale
- Nazionale
- Continentale
- Mondiale